# Liste der Bodendenkmäler in Eitorf
Die Liste der Bodendenkmäler in Eitorf enthält die denkmalgeschützten unterirdischen baulichen Anlagen, Reste oberirdischer baulicher Anlagen, Zeugnisse tierischen und pflanzlichen Lebens und paläontologischen Reste auf dem Gebiet der Gemeinde Eitorf im Rhein-Sieg-Kreis in Nordrhein-Westfalen (Stand: Februar 2021). Diese Bodendenkmäler sind in Teil B der Denkmalliste der Gemeinde Eitorf eingetragen; Grundlage für die Aufnahme ist das Denkmalschutzgesetz Nordrhein-Westfalen (DSchG NRW).
| Bild           | Bezeichnung                             | Lage                                                                                          | Beschreibung | Bauzeit | Eingetragen seit | Denkmal- nummer |
| -------------- | --------------------------------------- | --------------------------------------------------------------------------------------------- | ------------ | ------- | ---------------- | --------------- |
|                | Abschnittsbefestigung Bohlenbacher Burg | zwischen Bohlenbach und Bohlscheid                                                            |              |         | 19.02.1982       | 1               |
|                | Hangmotte „Mosbacher Burg“              | Bahnhof Merten                                                                                |              |         | 19.02.1982       | 2               |
|                | Straßensperre „Der Esel“                | zwischen Merten und Lützgenauel                                                               |              |         | 19.05.1982       | 3               |
|                | Landwehr „Vilger Schlag“                | alte Straße nach Rodder                                                                       |              |         | 08.08.1983       | 4               |
|                | Hangmotte „Alte Burg“                   | Forst alte Straße nach Hasselbach                                                             |              |         | 18.11.1984       | 5               |
| weitere Bilder | Burg Merten                             | Merten Schloßstraße 21–25 Karte                                                               |              |         | 18.06.1989       | 6               |
| weitere Bilder | Kloster Merten                          | Merten Schloßstraße 14 / Kirchstraße Karte                                                    |              | ~ 1160  | 23.01.1989       | 7               |
|                | Wüstung Tielbach                        | nördlich von Merten Thelenbacher Feld                                                         |              |         | 14.10.2013       | 8               |
|                | Landwehr Lindscheid                     | südlich von Lindscheid                                                                        |              |         | 09.09.2014       | 9               |
|                | Weiler „Hofstadt“, Wüstung              | Halft ca. 650 m nordöstlich von Baleroth und 800 m nordwestlich von Köttingen                 |              |         | 27.10.2016       | 10              |
|                | Metallverhüttung Meilerplatz            | südöstlich von Eitorf, Nordseite des Leuscheids, einem Höhenrücken an der Landesgrenze zu RLP |              |         | 11.07.2017       | 11              |